# Radovan (scultore)

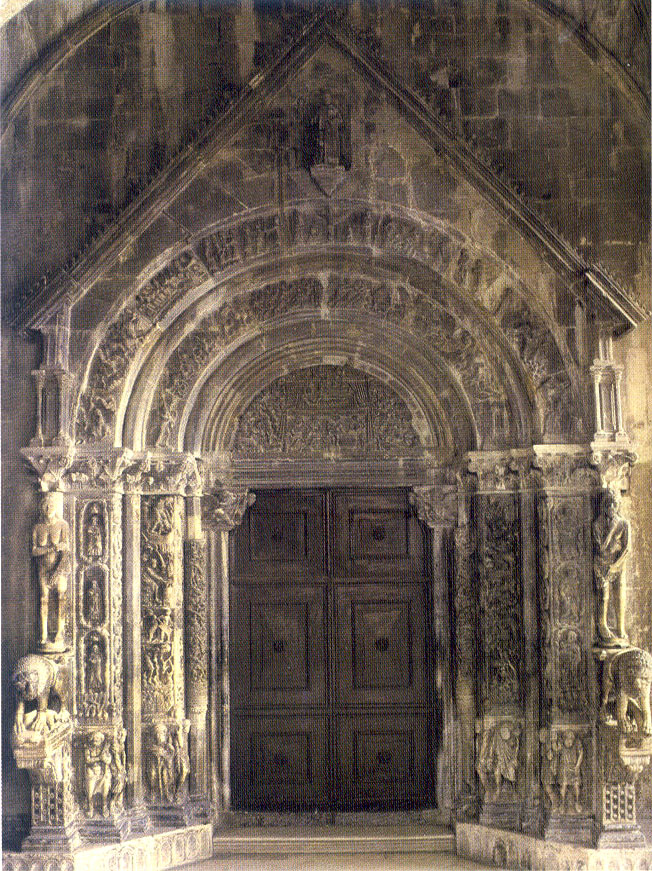
Il portale del duomo di Traù

Radovan, chiamato anche Maestro Radovan o ancora Radovano o infine Maestro Radovano (Traù, XIII secolo – XIII secolo), è stato uno scultore e architetto dalmata nato probabilmente a Traù in Dalmazia, vissuto nel XIII secolo.

## Biografia
La vicenda umana del Maestro Radovan è completamente ignota, e per quanto si sia congetturato rimane coperta da mistero. Tutto ciò che si può sapere viene quindi ricavato unicamente dalle sue opere, fra le quali spicca in maniera assoluta il celebre portale della cattedrale romanica di San Lorenzo  di Traù, considerato fra le più elevate opere d'arte dell'intera Dalmazia. Questo portale - fra l'altro - risulta l'unica creazione sicuramente attribuita a Radovan, grazie all'iscrizione nella lunetta superiore che recita:
«Fundatur valve post partum virginis alme per / Raduanum cunctis hac arte preclarum ut patet ex ipsis / sculpturis et ex anagliphis anno milleno duceno bisque / viceno presule Tuscano Floris ex urbe Treguano»
Risaltano quindi il nome dell'autore - Radovan (Raduan) - l'anno - 1240 (milleno duceno bisque viceno) - e il nome del vescovo fiorentino Treguano che circa un secolo prima aveva ordinato la costruzione della chiesa.

## Opere
Tre rilievi incastrati nelle pareti del campanile del duomo di Spalato, rappresentanti l'Annunciazione a Maria e la Natività di Gesù vengono attribuite vuoi alla mano giovanile di Radovano (1212-1220), vuoi alla sua scuola, vuoi infine al Buvina, contemporaneo ma probabilmente più vecchio del Radovan.

## Il portale del duomo di Traù
Opera possente ed estremamente complessa, presenta nei pilastri esterni due leoni che dalle loro mensole guardano verso l'esterno. Sopra di essi, le statue di Adamo ed Eva, al di sopra e accanto ai quali una serie di figure avvolte in girali di vite e di acanto: i pianeti, i mesi dell'anno, le opere dell'uomo, svariati animali e alcune rappresentazioni di giochi di fanciulli.
Il dualismo fra la vite e l'acanto, rappresentanti nella simbologia medievale la modestia e la superbia, fanno intendere che Radovan volesse rappresentare nell'insieme il mistero della vita, i pericoli dell'umanità decaduta dopo il peccato originale, la possibilità di salvezza mediante la fede (simboleggiata dagli Apostoli) e mediante l'obbedienza a Dio (rappresentata dai santi patroni).
Tradizionalmente, si ritiene che nella figura di un vecchio in uno stipite si sia autoritratto il maestro.
La critica ha individuato una serie di forme di ispirazione lombarda e veneziana, ipotizzando un'influenza dell'Antelami.